# Ostrije (rejon diedowiczski)
Ostrije (ros. Острие) – wieś (ros. деревня, trb. dieriewnia) w zachodniej Rosji, w wołoscie Pożeriewickaja (osiedle wiejskie) rejonu diedowiczskiego w obwodzie pskowskim.

## Geografia
Miejscowość położona jest przy drodze regionalnej 58K-018 (Porchow – Łoknia), 19,5 km od centrum administracyjnego osiedla wiejskiego (Pożeriewicy), 30,5 km od centrum administracyjnego rejonu (Diedowiczi), 105 km od stolicy obwodu (Psków).

## Demografia
W 2010 r. miejscowość zamieszkiwały 4 osoby.